# Proteuchloris
Proteuchloris là một chi bướm đêm thuộc họ Geometridae.